# Topcraft
Topcraft (トップクラフト, Toppukurafuto) est un ancien studio d'animation japonaise fondé en 1972 par Tōru Hara, anciennement animateur chez Toei.

## Histoire
Tōru Hara, ancien employé de chez Tōei Dōga, fonde en 1972 le studio Topcraft. Dès sa création, le studio collabora avec la société américaine Rankin/Bass afin de produire des séries d'animation destiné au marché américain. 
Le studio travaille par exemple sur les téléfilms animés The Hobbit (Le Hobbit), La dernière licorne et The Return of the King qui rencontre un fort succès outre-pacifique. Le studio produit en 1984 le film de Hayao Miyazaki, Nausicaä de la Vallée du Vent. 
Mais de nombreux problèmes d'effectif empêchent le studio de participer aux autres projets de Miyazaki ; d'autant que le studio fait faillite, est dissout le 15 juin 1985 et Miyazaki créera ensuite les Studio Ghibli avec une bonne partie de l'équipe de production qui réalisa Nausicaä. Les animateurs, par contre, formeront le studio Pacific Animation Corporation qui continuera d'animer les séries américaines Cosmocats, SilverHawks et TigerSharks avant d'être acheté par Disney pour reformer en 1989 sous la raison sociale de Walt Disney Animation Japan.

## Productions

### Série, spécial télé et téléfilms
- Kid power (17 épisodes) (sept 1972 - janv 1973)
- Tom Sawyer (? épisodes) (1972)
- Vingt mille lieues sous les mers (téléfilm) (1972)
- 'Twas the Night Before Christmas (en) (spécial TV) (1974)
- The First Easter Rabbit (en) (spécial TV) (1975)
- Frosty's Winter Wonderland (en) (spécial TV) (1976)
- Barbapapa (156 épisodes de 10 minutes) (avr 1977 - mars 1978)
- Docteur Snuggles (13 épisodes) (oct 1979 - ? 1980)
- The Hobbit (téléfilm) (1977)
- The Stingiest Man in Town (en) (spécial TV) (1978)
- Easter Fever (spécial TV) (1980)
- The Return of the King (téléfilm) (1980)
- Le Vol du dragon (téléfilm) (1982)
- Adventures of the Little Koala (en) (52 épisodes) (oct 1984 - mars 1985)

### Films
- La Dernière Licorne (1982)
- Nausicaä de la Vallée du Vent (1984)